# Rodolfo Valenti (1980)
Rodolfo Junior Valenti (Fabriano, 24 marzo 1980) è un ex cestista italiano.
È il figlio di Rodolfo Valenti, anche lui ex giocatore di pallacanestro.
Nel luglio del 2018 è passato alla Juvi Cremona, club neo-promosso e militante in Serie B.

## Statistiche

### Nazionale
| Cronologia completa delle presenze e dei punti in Nazionale - Italia | Cronologia completa delle presenze e dei punti in Nazionale - Italia | Cronologia completa delle presenze e dei punti in Nazionale - Italia | Cronologia completa delle presenze e dei punti in Nazionale - Italia | Cronologia completa delle presenze e dei punti in Nazionale - Italia | Cronologia completa delle presenze e dei punti in Nazionale - Italia | Cronologia completa delle presenze e dei punti in Nazionale - Italia | Cronologia completa delle presenze e dei punti in Nazionale - Italia |
| Data                                                                 | Città                                                                | In casa                                                              | Risultato                                                            | Ospiti                                                               | Competizione                                                         | Punti                                                                | Note                                                                 |
| -------------------------------------------------------------------- | -------------------------------------------------------------------- | -------------------------------------------------------------------- | -------------------------------------------------------------------- | -------------------------------------------------------------------- | -------------------------------------------------------------------- | -------------------------------------------------------------------- | -------------------------------------------------------------------- |
| 02/06/2007                                                           | Bari                                                                 | Italia                                                               | 80 - 73                                                              | Croazia                                                              | Amichevole                                                           | 12                                                                   | [ 1 ]                                                                |
| 04/06/2007                                                           | Porto San Giorgio                                                    | Italia                                                               | 74 - 68                                                              | Slovacchia                                                           | Torneo amichevole                                                    | 0                                                                    | [ 2 ]                                                                |
| 06/06/2007                                                           | Porto San Giorgio                                                    | Italia                                                               | 88 - 78                                                              | Croazia                                                              | Torneo amichevole                                                    | 2                                                                    | [ 3 ]                                                                |
| 16/06/2007                                                           | Foshan                                                               | Italia                                                               | 70 - 68                                                              | Croazia                                                              | Torneo amichevole                                                    | 3                                                                    | [ 4 ]                                                                |
| 17/06/2007                                                           | Xinhui                                                               | Italia                                                               | 54 - 75                                                              | Australia                                                            | Torneo amichevole                                                    | 6                                                                    | [ 5 ]                                                                |
| 19/06/2007                                                           | Zhuhai                                                               | Cina                                                                 | 79 - 87                                                              | Italia                                                               | Torneo amichevole                                                    | 5                                                                    | [ 6 ]                                                                |
| 20/06/2007                                                           | Zhongshan                                                            | Italia                                                               | 64 - 63                                                              | Australia                                                            | Torneo amichevole                                                    | 10                                                                   | [ 7 ]                                                                |
| 21/06/2007                                                           | Guzhen                                                               | Italia                                                               | 91 - 97                                                              | Croazia                                                              | Torneo amichevole                                                    | 12                                                                   | [ 8 ]                                                                |
| Totale                                                               |                                                                      | Presenze                                                             | 8                                                                    |                                                                      | Punti                                                                | 50                                                                   |                                                                      |